# هسل (تشيشير)
هسل (بالإنجليزية: Hassall)‏ هي قرية وأبرشية مدنية تقع في المملكة المتحدة في إنجلترا. يقدر عدد سكانها بـ 281 نسمة .